# Страмбу, Иполит
Иполит Страмбу, при рождении Иполит Страмбулеску (рум. Ipolit Strâmbulescu, также рум. Ipolit Strâmbu; Братилову 18 мая 1871, Братилову, Мехединци — 31 октября 1934, Бухарест) - румынский художник, мастер портретной живописи.

## Жизнь и творчество
Иполит Страмбулеску родился в семье пастуха. Ещё в юном возрасте, в начальной школе к мальчика проявился  талант художника. Системно обучался живописи в Национальной школе изящных искусств в Бухаресте под руководством Теодора Амана и Георге Деметреску Миреа (ныне Национальный университет художеств). В 1891 году, заручившись поддержкой мецената Николае Григореску, впервые выставляет свои картины в бухарестском Атенеуме.
В 1895 году поступает в Академию искусств, затем работает как свободный художник. С целью улучшения своего материального положения Страмбу, помимо живописи, преподаёт некоторое время в гимназии в Крайове. Затем, получив стипендию для обучения за границей, уезжает в Мюнхен и занимается в баварской Академии живописи, в классе Карла фон Марра. В 1900 году художник приезжает в Париж и участвует своими работами в Всемирной парижской выставке. В 1901 году Страмбу становится профессором живописи в Национальной школе искусств в Бухаресте. Годом позже он, совместно с художниками Стефаном Лучианом, Николае Вермонтом и некоторыми другими, создаёт организацию "Tinerimea Artistică" (Художественная молодёжь), практикующую реалистический стиль живописи, картины из крестьянской и жизни и городского быта.
Иполит Страмбулеску много и продуктивно работает в 1910 -е и в 1920 -е годы. Он своими работами участвует в Венецианском биеннале 1924 года, а также на Международной выставке индустриального и декоративного искусства в Париже в 1925 году. Преподавал живопись при колонии художников в Бая-Маре. Автор многочисленных работ по теории искусств и технике рисунка. Один из организаторов Музея народного искусства в Бухаресте.
Уже после смерти художника в Румынии были проведены две большие ретроспективные выставки его творчества: в 1971 году в Художественном музее Крайовы и в 1984 году в музее Дробета в Турну-Северине.

## Галерея

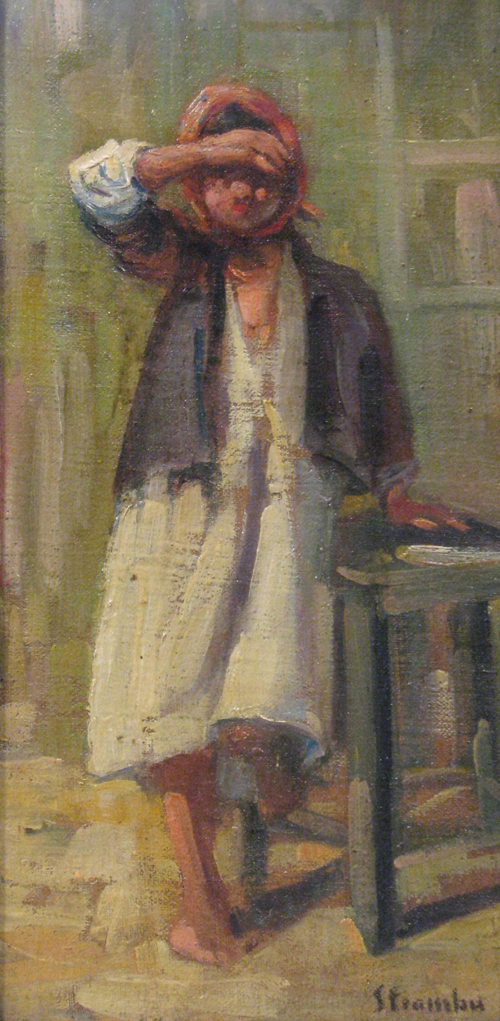
Селянка
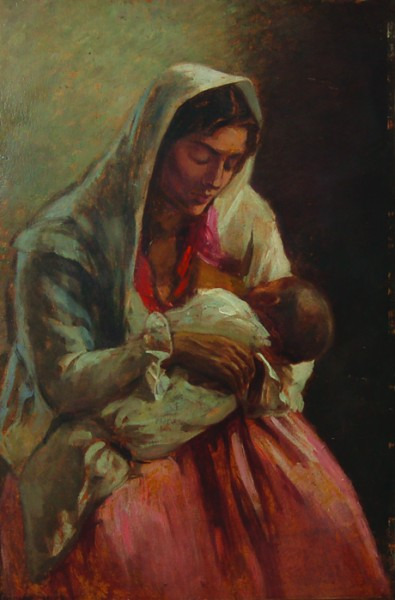
Материнство
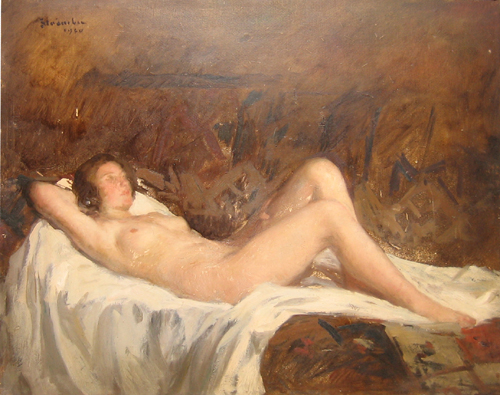
Обнажённая
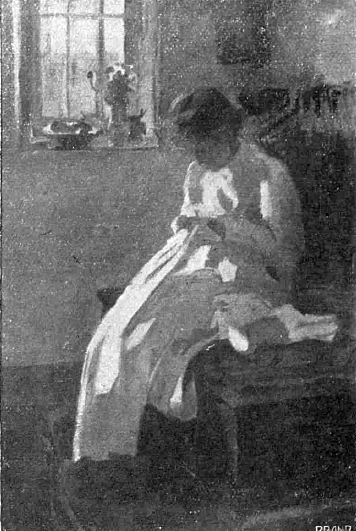
Вышивка по фате
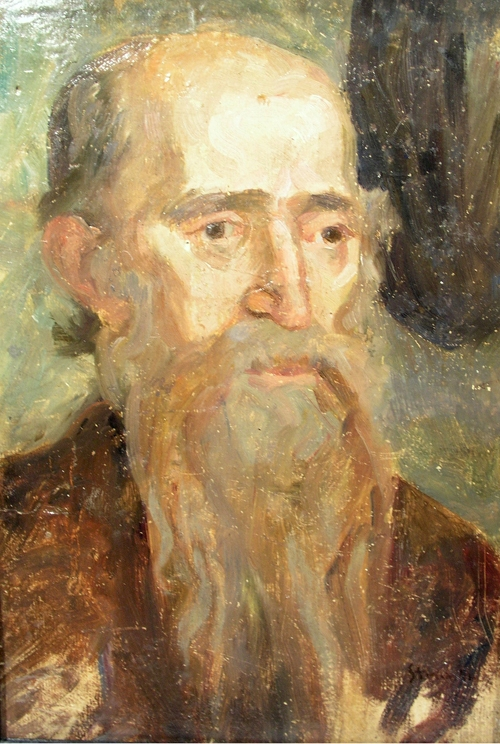
Портрет бородача